# 责任政府
责任政府（英語：responsible government），或称问责政府、责任内阁等，是一种政治制度，即政府对议会负责任。议会问责是西敏制的议会民主政治体制的基础，同時也在其他的許多議會制國家使用。在使用此制度的議會民主政体，“政府”（行政机构，通常是内阁）对议会，而不是对君主或元首負责；对殖民地来说，指的是政府对当地议会，而不是宗主国政府负责。在实行两院制的地方，政府一般对人数较多、较直接选举并较具代表性的下议院负责。
议会问责的责任政府有几个常见的特点：
- 政府部长（政治官员）就其决策及其负责的政府部门的表现对议会负责。具体来说，政府部长必须公布他的决定，并接受议会的问责。因此，在西敏制下，由于一般只有议会议员可以在议会议事厅发言，政治官员必须由议员担当。
- 虽然政府部长名义上由君主或其他元首行使国家主权任命，且君主或元首理论上可以随时罢免部长，但同时政府部长的职位也取决于议会（特别是下议院）对其信任。如果某部长个人或整个政府内阁失去议会信任（例如议会通过不信任动议），该部长或整个政府应当辞职或总辞，或举行大选寻求选民定夺。
- 君主或元首必须通过责任部长（即对议会负责的部长）行使国家权力。君主或元首不得通过任用其他顾问或官员成立“影子”政府，或通过其他顾问或官员直接问政，或依据其他顾问或官员的“非正式”建议行事。除非通过他的责任部长的建议，他不可以行使主权权力进行任何决定或采取任何行动。同时，责任部长也有责任作为君主或元首的顾问，对君主或元首解释清楚任何需要由他作出决定的问题，同时研究并制定该部长对君主或元首的正式建议以及如此建议的理由，并向君主或元首推荐该部长认为君主或元首应当作出的决定。

## 英國及其他西敏制政体
责任政府是西敏制政体的常见制度。除了英国外，其他原英国殖民地也大多在其历史上从总督独断或帝国直辖演变成责任政府体制。这些国家和地区大多在过去和现在都将获得责任政府视为其政治进化的重要里程碑。一般成功实施责任政府的殖民地才能获得自治领资格，进而成为独立国家。
现在实行责任政府制度的西敏制政体包括：
| 國家 | 國家組織形式 |
| --- | ------------ |
| # 英国，源於1707年由英格蘭和蘇格蘭合併而成 1. 加拿大，自1931年通過接受西敏寺法，各省設省督一職作為省元首（國王）的代表，由總督任命 1. 安大略省 2. 魁北克省 3. 新斯科舍省 4. 曼尼托巴省 5. 愛德華王子島省 6. 薩斯喀徹溫省 7. 紐芬蘭與拉布拉多省 2. ，自1947年通過接受西敏寺法，各州設州督一職作為州元首（国王）的代表，但與聯邦總督互不隸屬 1. 塔斯馬尼亞州 2. 新南威爾士州 3. 西澳大利亚州 4. 南澳大利亞州 5. 昆士兰州 6. 維多利亞州 3. 印度 | 聯邦制       |
| 1. 新西兰，自1947年通過接受西敏寺法 1. 庫克群島，自1981年，作為新西蘭國家元首的紐西蘭君主；兼任庫克群島的元首 2. 纽埃，自1981年，作為新西蘭國家元首的紐西蘭君主；兼任纽埃的元首 3. 托克勞 2. 馬爾他 3. 新加坡 | 單一制       |

一部分国家虽然采用西敏制为基础，但去除了君主或元首的保留权力，所有行政主权权力的决定权都由责任内阁掌有，君主或元首或者必须严格按照内阁建议行事，或者即使在仪式层面上也没有行政权力。这一类较强的责任内阁制度称为“去中介化的西敏制”（dismediated Westminster system）。具有代表性的采用去中介化西敏制的国家包括日本和以色列。

## 東亞
東亞國家在改革集權君主制時也經常嘗試借鑑責任内閣制。中國的清朝晚期曾嘗試建立責任内閣制度，但產生的“皇族内閣”令支持改革的民衆失望，不久就被辛亥革命推翻，此後中華民國也曾短暫嘗試責任政府制。韓國在1960—1961年間曾短暫嘗試責任内閣制，但不久就恢復總統制。日本雖然自從明治維新其就建立了内閣制，但内閣一直對天皇負責，直至1947年施行新憲法後才建立起責任内閣制度，内閣及首相對國會負責。
英屬香港是大英帝國及英聯邦中極少數從未建立責任内閣的殖民地，其行政機構是向總督及英國政府負責（因此間接的向英國國會負責），而不是向當地立法局負責。雖然在彭定康任内曾進行民主化改革，但直到1997年香港主權移交至中華人民共和國爲止香港都沒有建立起責任内閣制，其行政官員一直由公務員充當。此後，自2002年起，香港採用了獨有的“高官問責制”，是類似總統制的制度，即行政官員向行政長官負責。

## 德國
19世紀60年代的普魯士自由派曾呼籲建立英國式的責任内閣制，受到宰相俾斯麥反對，此一爭議由於俾斯麥開始統一德國的計劃而被擱置。自由派人物出於民族主義情緒給予支持，不再反對新的德意志帝國憲政制度中不包含責任内閣原則。德國宰相因此僅對德國皇帝負責，無需國會支持。魏瑪共和國首次在德國建立責任政府制度，而直到德意志聯邦共和國建立才將責任内閣制穩固的建立起來。歷史學家認爲德國長期缺乏責任政府制度導致其民主體制直到責任政府建立之後仍長期薄弱。